# Coppa CEDEAO
La Coppa CEDEAO (per esteso Coppa della Comunità economica degli Stati dell'Africa occidentale) è stata una competizione calcistica di cadenza biennale svoltasi dal 1983 al 1991 e a cui partecipavano le nazionali di calcio dell'Africa occidentale. Potrebbe essere stata organizzata anche una edizione nel 1977 in Nigeria, in cui la squadra ospitante potrebbe anche aver vinto la competizione, ma le fonti disponibili non sono sufficienti a considerare ufficiale l'evento.
La CEDEAO è un'associazione economica che promuove anche lo sviluppo dello sport negli stati aderenti: la comunità ha organizzato, tra tutti gli eventi, un torneo calcistico per squadre nazionali.

## Albo d'oro
| Vittorie | Nazione        | Anno/i           |
| -------- | -------------- | ---------------- |
| 3        | Costa d'Avorio | 1983, 1987, 1991 |
| 1        | Nigeria        | 1990             |
| 1        | Senegal        | 1985             |

## Edizioni
| Anno          | Paese Ospitante |                | Finale      | Finale         | Finale         | Finale         | Finale         | Finale per il terzo posto | Finale per il terzo posto | Finale per il terzo posto | Finale per il terzo posto | Finale per il terzo posto |
| Anno          | Paese Ospitante | Campione       | Risultato   | Risultato      | 2º posto       | 2º posto       | 3º posto       | Risultato                 | Risultato                 | 4º posto                  | 4º posto                  |                           |
| 1983 Dettagli | Costa d'Avorio  | Costa d'Avorio | 1 - 0       | 1 - 0          | Togo           | Togo           | Mali           | 0 - 0 5 - 4 (dtr)         | 0 - 0 5 - 4 (dtr)         | Nigeria                   | Nigeria                   |                           |
| 1985 Dettagli | Senegal         | Senegal        | Girone      | Costa d'Avorio | Costa d'Avorio | Costa d'Avorio | Guinea         |                           | -                         | -                         | -                         |                           |
| 1987 Dettagli | Liberia         | Costa d'Avorio | 2 - 1       | 2 - 1          | Liberia        | Liberia        | Senegal        | 1 - 0                     | 1 - 0                     | Burkina Faso              | Burkina Faso              |                           |
| 1990 Dettagli | Nigeria         | Nigeria        | 0 - 0 (dts) | 0 - 0 (dts)    | Senegal        | Senegal        | Costa d'Avorio | 1 - 0                     | 1 - 0                     | Liberia                   | Liberia                   |                           |
| 1991 Dettagli | Costa d'Avorio  | Costa d'Avorio | 1 - 0       | 1 - 0          | Senegal        | Senegal        | Ghana          | 1 - 0                     | 1 - 0                     | Nigeria                   | Nigeria                   |                           |

## Piazzamenti
| Squadra        | 1º | 2º | 3º | 4º |
| Costa d'Avorio | 3  | 1  | 1  | 0  |
| Senegal        | 1  | 2  | 1  | 0  |
| Nigeria        | 1  | 0  | 0  | 2  |
| Liberia        | 0  | 1  | 0  | 1  |
| Togo           | 0  | 1  | 0  | 0  |
| Mali           | 0  | 0  | 1  | 0  |
| Guinea         | 0  | 0  | 1  | 0  |
| Ghana          | 0  | 0  | 1  | 0  |
| Burkina Faso   | 0  | 0  | 0  | 1  |

## Partecipazioni e prestazioni nelle fasi finali
| Nazionale            | Coppa CEDEAO | Coppa CEDEAO | Coppa CEDEAO | Coppa CEDEAO | Coppa CEDEAO | Partecip. | Vittorie |
| Nazionale            | 1983         | 1985         | 1987         | 1990         | 1991         | Partecip. | Vittorie |
| -------------------- | ------------ | ------------ | ------------ | ------------ | ------------ | --------- | -------- |
| Costa d'Avorio       | 1°           | 2°           | 1°           | 3°           | 1°           | 5         | 3        |
| Senegal              | -            | 1°           | 3°           | 2°           | 2°           | 4         | 1        |
| Nigeria              | 4°           | -            | -            | 1°           | 4°           | 3         | 1        |
| Liberia              | -            | -            | 2°           | 3°           | -            | 2         | -        |
| Togo                 | 2°           | -            | -            | -            | -            | 1         | -        |
| Mali                 | 3°           | -            | -            | -            | -            | 1         | -        |
| Guinea               | -            | 3°           | -            | -            | -            | 1         | -        |
| Ghana                | -            | -            | -            | -            | 3°           | 1         | -        |
| Burkina Faso         | -            | -            | 4°           | -            | -            | 1         | -        |
| Squadre partecipanti | 4            | 3            | 4            | 4            | 4            | Edizioni  | 5        |

Legenda: 1° = Primo classificato, 2° = Secondo classificato, 3° = Terzo classificato, 4° = Quarto classificato

## Nazioni ospitanti
| Edizioni | Nazione        | Anno/i     |
| -------- | -------------- | ---------- |
| 2        | Costa d'Avorio | 1983, 1991 |
| 1        | Senegal        | 1985       |
| 1        | Liberia        | 1987       |
| 1        | Nigeria        | 1990       |

## Esordienti
| Anno | Paese ospitante | Nazionali esordienti                |
| 1983 | Costa d'Avorio  | Costa d'Avorio, Togo, Mali, Nigeria |
| 1985 | Senegal         | Senegal, Guinea                     |
| 1987 | Liberia         | Liberia, Burkina Faso               |
| 1990 | Nigeria         | Nessuna squadra esordiente          |
| 1991 | Costa d'Avorio  | Ghana                               |